# لیدیا اسمیرنووا
لیدیا نیکلایونا اسمیرنووا (روسی: Ли́дия Никола́евна Смирно́ва؛ ‏ ۱۳ فوریهٔ ۱۹۱۵ – ۲۵ ژوئیهٔ ۲۰۰۷) بازیگر اهل امپراتوری روسیه بود.
از فیلم‌هایی که وی در آن‌ها نقش داشته است، می‌توان به مبادا که فراموش کنیم اشاره نمود.
وی همچنین برندهٔ جوایزی همچون هنرمند مردمی جمهوری شوروی فدراتیو سوسیالیستی روسیه، نشان پرچم سرخ کار، نشان انقلاب اکتبر، نشان دوستی، و جایزه هنرمند مردمی اتحاد جماهیر شوروی شده‌است.